# ایمبولتننا
ایمبولتننا (به لاتین: Imbuletenna) یک منطقهٔ مسکونی در سری‌لانکا است که در استان مرکزی (سری‌لانکا) واقع شده‌است.